# District de Horqin
Le district de Horqin (科尔沁区 ; pinyin : Kē'ěrqìn Qū) est une subdivision administrative de la région autonome de Mongolie-Intérieure en Chine. Il est placé sous la juridiction de la ville-préfecture de Tongliao.